# Онге (язык)
Онге — язык народности Онге, относится к южной группе андаманских языков. Распространён, в основном, на острове Малый Андаман и на южной оконечности острова Южный Андаман, в индийской союзной территории Андаманские и Никобарские острова. Количество говорящих — 94 человека. Язык онге — один из немногих сохранившихся коренных языков Андаманских островов.